# غرناطه (کویت)
غرناطه (به عربی: غرناطة) یک منطقهٔ مسکونی در کویت است که در استان عاصمه واقع شده‌است. غرناطه ۱۰٬۴۹۹ نفر جمعیت دارد.